# Бабина Лука
Бабина Лука је насељено место града Ваљева у Колубарском округу. Према попису из 2022. било је 488 становника.
Овде се родио Петар Николајевић Молер. Овде се налазe oстаци касноантичке грађевине, као споменик културе и ОШ „Прота Матеја Ненадовић” ИО Бабина Лука.

## Демографија
У насељу Бабина Лука живи 634 пунолетна становника, а просечна старост становништва износи 43,6 година (42,2 код мушкараца и 45,1 код жена). У насељу има 231 домаћинство, а просечан број чланова по домаћинству је 3,34.
Ово насеље је великим делом насељено Србима (према попису из 2002. године).
|  |

| Демографија | Демографија | Демографија |
| Година      | Становника  | Становника  |
| ----------- | ----------- | ----------- |
| 1948.       | 1.225       |             |
| 1953.       | 1.284       |             |
| 1961.       | 1.182       |             |
| 1971.       | 1.139       |             |
| 1981.       | 1.012       |             |
| 1991.       | 865         | 846         |
| 2002.       | 772         | 782         |

| Етнички састав према попису из 2002.‍ | Етнички састав према попису из 2002.‍ | Етнички састав према попису из 2002.‍ | Етнички састав према попису из 2002.‍ | Етнички састав према попису из 2002.‍ |
| ------------------------------------ | ------------------------------------ | ------------------------------------ | ------------------------------------ | ------------------------------------ |
|                                      |                                      |                                      |                                      |                                      |
| Срби                                 | Срби                                 |                                      | 738                                  | 95,59%                               |
| Црногорци                            | Црногорци                            |                                      | 3                                    | 0,38%                                |
| непознато                            | непознато                            |                                      | 31                                   | 4,01%                                |

| Година пописа     | 1948. | 1953. | 1961. | 1971. | 1981. | 1991. | 2002. |
| ----------------- | ----- | ----- | ----- | ----- | ----- | ----- | ----- |
| Број домаћинстава | 209   | 218   | 230   | 231   | 245   | 237   | 231   |

| Број чланова      | 1  | 2  | 3  | 4  | 5  | 6  | 7  | 8 | 9 | 10 и више | Просек |
| ----------------- | -- | -- | -- | -- | -- | -- | -- | - | - | --------- | ------ |
| Број домаћинстава | 40 | 52 | 49 | 22 | 35 | 18 | 12 | 2 | 0 | 1         | 3,34   |

| Пол    | Укупно | Неожењен/Неудата | Ожењен/Удата | Удовац/Удовица | Разведен/Разведена | Непознато |
| ------ | ------ | ---------------- | ------------ | -------------- | ------------------ | --------- |
| Мушки  | 332    | 100              | 201          | 26             | 4                  | 1         |
| Женски | 319    | 42               | 207          | 66             | 2                  | 2         |
| УКУПНО | 651    | 142              | 408          | 92             | 6                  | 3         |

| Пол    | Укупно                    | Пољопривреда, лов и шумарство | Рибарство                            | Вађење руде и камена | Прерађивачка индустрија       |
| ------ | ------------------------- | ----------------------------- | ------------------------------------ | -------------------- | ----------------------------- |
| Мушки  | 298                       | 259                           | 0                                    | 0                    | 13                            |
| Женски | 255                       | 242                           | 0                                    | 0                    | 0                             |
| УКУПНО | 553                       | 501                           | 0                                    | 0                    | 13                            |
| Пол    | Производња и снабдевање   | Грађевинарство                | Трговина                             | Хотели и ресторани   | Саобраћај, складиштење и везе |
| Мушки  | 0                         | 8                             | 4                                    | 2                    | 4                             |
| Женски | 0                         | 0                             | 7                                    | 1                    | 0                             |
| УКУПНО | 0                         | 8                             | 11                                   | 3                    | 4                             |
| Пол    | Финансијско посредовање   | Некретнине                    | Државна управа и одбрана             | Образовање           | Здравствени и социјални рад   |
| Мушки  | 0                         | 5                             | 2                                    | 1                    | 0                             |
| Женски | 0                         | 0                             | 0                                    | 2                    | 2                             |
| УКУПНО | 0                         | 5                             | 2                                    | 3                    | 2                             |
| Пол    | Остале услужне активности | Приватна домаћинства          | Екстериторијалне организације и тела | Непознато            | Непознато                     |
| Мушки  | 0                         | 0                             | 0                                    | 0                    | 0                             |
| Женски | 1                         | 0                             | 0                                    | 0                    | 0                             |
| УКУПНО | 1                         | 0                             | 0                                    | 0                    | 0                             |

## Галерија
- Зграда школе
- Спомен-чесма
- Центар села
- Бабина Лука - Панорама
- Бабина Лука - Панорама
- Бабина Лука - Панорама
- Бабина Лука - Панорама
- Бабина Лука - Панорама
- Бабина Лука - Панорама
- Бабина Лука - Панорама
- Бабина Лука - Панорама
- Бабина Лука - Панорама